# IC 2165
IC 2165 ist ein planetarischer Nebel im Sternbild Großer Hund. Das Objekt wurde im Jahre 1898 von Williamina Fleming entdeckt.